# هولمن ۳۶۶۶
سیارک ۳۶۶۶ (به انگلیسی: 3666 Holman، نامگذاری:1979HP) سه هزار و ششصد و شصت و ششمین سیارک کشف شده‌است که در ۱۹ آوریل ۱۹۷۹ کشف شد.
قدر مطلق سیارک برابر ۱۱٫۸۰ است.